# Iglesia Metodista de Stockton
La Iglesia Metodista de Stockton es una histórica iglesia metodista en el lado este de la autopista 59 en Stockton, Alabama. Fue construida en 1929 en estilo neoclásico y agregado al Registro Nacional de Lugares Históricos en 1988.